# سیارک ۲۱۳۶۳۶
سیارک ۲۱۳۶۳۶ (به انگلیسی: 213636 Gajdos، نامگذاری:2002QR122) دویست و سیزده هزار و ششصد و سی و ششمین سیارک کشف شده‌است که در ۲۰ اوت ۲۰۰۲ کشف شد.